# Speichern (Informatik)
Speichern ist in der Informatik und Datenverarbeitung ein Arbeitsvorgang, durch den digitale Daten auf einem Datenträger durch Datenspeicherung für einen späteren Datenzugriff abgelegt werden.

## Allgemeines
Wesentliche Kriterien für das Speichern sind Speicherkapazität, Codierbarkeit, Datenzugriff entweder auf einem Festwertspeicher (englisch Read-only-Memory, ROM) oder Schreib-Lese-Speicher (englisch Random-Access Memory, RAM) und Zugriffszeit. Daten werden durch Speichern in der Informatik übertragen und aufbewahrt, im Datenschutz werden personenbezogene Daten auf einem Datenträger erfasst, aufgenommen oder aufbewahrt zum Zwecke ihrer weiteren Verarbeitung oder Nutzung.

## Durchführung und Funktion
Das Speichern, Verändern, Übertragen, Sperren und Löschen von Daten gehört zum Oberbegriff des Verarbeitens.
Stehen Daten oder Informationen zum Speichern an wie beispielsweise eine neue Microsoft Word- oder Excel-Datei im Betriebssystem Microsoft Windows, so ist hierfür die Schaltfläche „Speichern“ vorgesehen. War die Datei vorher noch nicht gespeichert, so öffnet sich automatisch das Dialogfenster „Speichern unter“. Auch ohne Aktivität des Benutzers erfolgt durch „automatisches Speichern“ eine systemseitige Speicherung nach vorgegebenen Zeitintervallen, um unbeabsichtigte Datenverluste zu vermeiden.
Durch das Speichern werden Daten und Informationen erst für eine weitere Datenverarbeitung zugänglich gemacht.

## Sonstiges
Das Verarbeiten von Daten umfasste gemäß § 3 Abs. 4 Satz 1 BDSG a. F. das „Speichern, Verändern, Übermitteln, Sperren und Löschen von personenbezogenen Daten“. „Speichern“ war gemäß § 3 Abs. 4 Satz 2 Nr. 1 BDSG a. F. „das Erfassen, Aufnehmen oder Aufbewahren personenbezogener Daten auf einem Datenträger zum Zwecke einer weiteren Verarbeitung oder Nutzung“. Diese Vorschrift wurde im September 2009 aufgehoben.